# Dhauladhar
Dhauladhar (Hindi धौलाधार, ehemals auch Dhaola Dhar = „Weiße Berge“) ist ein etwa 60 km langes Bergmassiv im nordindischen Bundesstaat Himachal Pradesh. Es gehört zur vordersten der in Nordwest-Südost-Richtung verlaufenden Bergketten des nordwestlichen Himalaya. Die Berggipfel im nur etwa 20 km langen Kernbereich erreichen Höhen von ca. 4000 m bis ca. 5650 m.

## Lage
Das Dhauladhar-Massiv erstreckt sich nordwestlich bis südöstlich der Pilgerstadt Dharamsala, dem indischen Wohnsitz des Dalai Lama seit seiner Flucht aus Tibet im Jahr 1959. Nördlich und nordöstlich der Dhauladhar-Kette befindet sich das bis zu 6220 m hohe Pir-Panjal-Massiv. Die Stadt Dalhousie bildet in etwa die nordwestliche Grenze der Bergkette und Kullu die südöstliche.

## Gipfel (Auswahl)
(Einzelne Gipfel werden in verschiedenen Artikeln manchmal wechselweise dem Dhauladhar-Massiv und dem Pir Panjal-Massiv zugeordnet. Auch finden sich unterschiedliche Höhenangaben.)
- Manimahesh Kailash (ca. 5650 m)
- Hanuman Tibba (ca. 5640 m / ca. 5930 m)
- Bara Bhangal (ca. 5000 m)
- Gaurjunda (ca. 4950 m)
- Mun Peak / Moon Peak (ca. 4650 m)
- Christmas Peak (ca. 4580 m)
- Dromedary Peak (ca. 4550 m)

## Pässe
- Indrahar-Pass (ca. 4340 m)
- Minkaini-Pass (ca. 4250 m)

## Seen
- Lam Dal (ca. 20 km nördlich von Dharamsala)
- Kaali Dal
- Nag Dal
- Kareri Dal